# Johanna Doderer
Johanna Doderer (Bregenz, 18 septembre 1969) est une compositrice autrichienne.

## Biographie
Johanna Doderer est l'arrière-petite-nièce du romancier autrichien, Heimito von Doderer et une arrière-petite-fille de l'architecte Carl Wilhelm von Doderer (de). Johanna Doderer apprend son métier à Graz, avec Beat Furrer pour la composition, puis à Vienne, avec Klaus-Peter Sattler pour le cinéma et la composition pour les médias et avec Erich Urbanner (composition).
Son œuvre est largement variée, allant de la musique de chambre, aux œuvres d'orchestre et à l'opéra, se concentrant sur ce dernier aspect actuellement.
Elle collabore régulièrement avec des musiciens tels que Patricia Kopatchinskaja, Sylvia Khittl-Muhr, Marlis Petersen, Edua Zadory et avec le chef d'orchestre Ulf Schirmer.
Son œuvre a été interprétée à l'Ambassade autrichienne de Washington, par le violoniste Édua Zádory et le Quatuor Momenta,,,. En décembre 2012, l'Université des Arts de Graz, a consacré une journée entière à jouer les œuvres de Johanna Doderer.

### Commandes
Elle a reçu des commandes, notamment d'institution telles que l'Orchestre de la radio de Munich, l' Orchestre symphonique de Vienne, le Philharmonique de Liverpool (Ensemble 10/10), le Brucknerorchester, le Trio Haydn d'Eisenstadt, le Wiener Concerverein, le Klangspuren Schwaz, le Bregenzer Festspiele, le Festival de Montepulciano, d'ADEvantgarde, de la Camerata Academica de Salzbourg, de l'ensemble Klangforum Wien, de Die Reihe, du Pierrot Lunaire Ensemble, de l'Ensemble Europeo Antidogma Musica Torino, de Sounding London, du Savaria Symphonieorchester Szombathely, du Festival Internazionale di Musica Antica e Contemporanea de Turin, du Festival Nuovi Spazi Musicali Roma, de Musikwerkstatt Wien, de l'Ensemble Plus, de l'Open Music Graz, de l'Österreichisches Ensemble für Neue Musik de Salzbourg et de l'Ensemble Lux.

### Prix et résidences
- Compositeur en résidence 2004/2005, Wiener Concertverein
- Prix SKE Publicité 2004
- Österreichisches Staatsstipendium für Komponistinnen und Komponisten 2002
- Kulturpreis der Stadt Feldkirch 2002
- Kulturpreis der Stadt Wien (section musique) 2002
- Wiener Symphoniker-Stipendium 2001

## Œuvres

### Œuvres instrument seul
- Wutmarsch - Fantaisie pour piano seul (4 min) (2008, DWV51)
- Pour violon seul 2 (12 min) (2007, DWV48)
- Pour violon seul (5 min) (2005; DWV39)
- Phantasien über den Grenzwald pour piano (8 min) (2004, DWV34)
- Toccata pour orgue (10 min) (2003, DWV32)

### Musique de chambre
- Deuxième Quintette à cordes (12 min) (2008, DWV56)
- Deuxième Trio avec piano (15 min) (2008, DWV52)
- Pour accordéon et cordes 1 (14 min) (2006, DWV45)
- Pour violoncelle et piano (env.15 min) (2005, DWV38)
- Psaume 2, pour quatuor à cordes (12 min) (2005, DWV37)
- Trio avec piano (15 min) (2002, DWV31)
- Erwachen III pour 3 violons (30 min) (2001, DWV27)
- Silence, I pour violon et piano (15 min) (2001, DWV25)
- Silence II pour violon et violoncelle (12 min) (2001, DWV24)
- Running pour percussion et piano (15 min) (2001, DWV23)
- Stimmen pour ensemble instrumental (15 min) (1999, DWV18)
- Erwachen II pour 3 violons (10 min) (1998, DWV17)
- Feuerkreis pour quintette à cordes (16 min) (1997, DWV15)
- Quatuor à cordes Psaume (18 min) (1994, DWV7)
- Brennpunkt pour cordes et gongs javanais (20 min) (1994, DWV6)
- Erwachen I pour 3 violons (8 min) (1993, DWV5)
- Automne 2 pour ensemble instrumental (15 min) (1991, DWV2)
- Automne 1 pour flûte, violon et violoncelle (4 min) (1991, DWV1)

### Orchestre
- Étude sur le tableau « Vison de Madrid » de Zaha Hadid (1992) pour orchestre (20 min) (2008, DWV55)
- Der Grosse Regen pour orchestre (10 min) (2007, DWV50)
- Première Symphonie (40 min) (2006-7; DWV47)
- Deuxième Symphonie, « Bohinj » (49 min) (2014/15, DWV 93)
- Rondane version pour grand orchestre (15 min) (2001, DWV26)
- Für Orchester étude pour orchestre (6 min) (1999, DWV19)
- Ikarus pour orchestre à cordes (15 min) (1991, DWV9)
- Eine Sonnenfinsternis pour orchestre à cordes et timbales (20 min) (1993, DWV4

### Orchestre de chambre
- Psaume 2, version pour orchestre de chambre (12 min) (2006, DWV41)
- Rondane pour orchestre de chambre (10 min) (2000, DWV20)
- Skumring pour ensemble instrumental (25 min) (1995, DWV10)

### Concertos
- Concerto pour violon n° 2, « Dans le souffle du Temps » (23 min) (2012, DWV62b)
- Concerto pour violon (45 min) (2004/2005, DWV35)
- Bolero pour 2 pianos et orchestre (30 min) (2004, DWV36 )
- Pour orchestre ou violoncelle seul (10 min) (2000, DWV22)

### Premières études
- Ziel pour violon et violoncelle (2 min) (1991)
- Pièce pour deux violons et violoncelle (4 min) (1991)
- Zwiespalt pour flûte et violoncelle (2 min) (1991)

### Musique vocale

#### Voix
- Mon cher cousin, pour soprano et orchestre (2007, DWV49)
- Astraios pour mezzo-soprano et orchestre de chambre (2006, DWV 42)
- Lieder avec orchestre pour mezzo-soprano, sur des textes de Wolfgang Hermann (2005, DWV 40)
- Messe pour Wilhelm Doderer pour 2 mezzo-soprano et orgue (12 min) (2002, DWV 30)
- Feuerkreis pour soprano, mezzo-soprano et ensemble vocal sur des textes par Reinhard Kräuter (15 min) (1998, DWV 16)
- Terra pour soprano et orchestre (23 min) (1997, DWV 14)
- Terra pour soprano et ensemble instrumental (12 min) (1997, DWV 13)
- Rot pour soprano et quatuor à cordes, sur des textes de Reinhard Kräuter (15 min) (1996, DWV 12)
- Klänge aus einer verlorenen Zeit pour alto, chœur, alto et verres (10 min) (1994, DWV 8)
- Der Verfall, une passion sur des textes de Georg Trakl pour soprano, chœur et orchestre de chambre (15 min) (1991; DWV 3)

#### Lieder avec piano
- Cycle de lieder (10) pour soprano, baryton et piano sur des textes de Antonia Pozzi (2009; DWV58)
- Lieder avec orchestre pour mezzo-soprano sur des textes de Wolfgang Hermann (version piano) (2005, DWV 40a)
- Lieder pour baryton et piano sur des textes de Wolfgang Hermann (12 min) (2003, DWV 33)
- Für ein Obdach am Rand aller Sinne, lieder pour soprano et piano sur un texte de Christine Lavant (10 min). (2000, DWV 21)

#### Chœur
- Three Choral Studies (2006, DWV 46)
- Vergessene Erde for choir (1995, DWV11)

### Opéras
- Die Fremde (2000/01, DWV 28). Opéra en 1 acte, livret de Johanna Doderer d'après le drame d'Euripide, Medea. Durée : 70 min.
- Strom (2002-06, DWV 29). Opéra en 1 acte, livret de Johanna Doderer d'après Les Bacchantes d'Euripide). Durée : 110 min.
- Falsch verbunden (2006, DWV 43). Opéra miniature. Livret de Daniel Glattauer. Durée : 15 min.
- Der leuchtende Fluss (2009-2010, DWV 45). Livret de Wolfgang Hermann. Durée : 150 min.
- Papagenono (2011, DWV 71) Opéra miniature. Texte de Franzobel. Durée : 20 min.
- Fatima, oder von den mutigen Kindern (2015, DWV 81). Opéra pour enfants. Sur une histoire de Rafik Schami. Durée :
- Liliom (2016, DWV 83). D'après la pièce de théâtre « Liliom » de Ferenc Molnár, sur un livret de Josef E. Köpplinger. Durée : 150 min.

## Enregistrements
- Pour violon et orchestre, Boléro pour deux pianos et orchestre, Rondane pour orchestre - Patricia Kopatchinskaja, violon ; Johannes Kutrowatz, Eduard Kutrowatz, pianos ; Wiener Concert-Verein, dir. Ulf Schirmer ; Andrés Orozco-Estrada et Thomas Kalb (23 avril 2005, 27 novembre 2004, 17 avril 2001, ORF 2009336) (OCLC 956481958)
- Mon cher cousin, pour soprano et orchestre - Ulf Schirmer, Orchestre de la radio de Munich, Salome Kammer, etc. (Oehms Classics OC 714) en relation avec la Célébration Mozart d'Augsburg 2008, avec « Mon cher cousin » de Johanna Doderer[9].
- Dedicated to Haydn : Deuxième trio avec piano - dédiés au Trio Haydn d'Eisenstadt : Harald Kosik, piano ; Verena Stourzh, violon ; Hannes Gradwohl, violoncelle (3 CD Capriccio) (OCLC 767866703)
- Deuxième trio avec piano - En lien avec l'ouverture de l'année Haydn d'Eisenstadt, en mai 2009, y compris (www.d2h.at), CAP7020
- Trios avec piano - Trio Vilos : Dalis Dedinskalte, violon ; Gleb Pyšniak, violoncelle ; Ole Christian Haagenrud, piano (18-20 juin 2014, Capriccio Records C5220) (OCLC 893212990)
- Symphonie no 2 « Bohinj », Concerto pour violon no 2 « souffle du Temps » - Anne Schwanewilms, soprano ; Yury Revich, violon ; Deutsche Staatsphilharmonie Rheinland-Pfalz, dir. Ariane Matiakh (11-14, 16 mai 2015, Capriccio Records C5245) (OCLC 927456818)